# Животни циљ
Животни циљ је у индивидуалној психологији, један од кључних појмова. Тумачи се као свесни или несвесни циљ према којем су усмерени сви психички процеси једне личности. Адлер сматра да на личност много више утиче очекивање будућности и замишљање остварења њеног животног циља, него догађаји који су се збили у прошлости. Животни циљ обезбеђује јединство, интегритет, јединственост и индивидуалност особе.